# Museo del tesoro di Santa Maria Maggiore di Bergamo
Il museo del tesoro di Santa Maria Maggiore di Bergamo è un museo di Bergamo il cui ingresso è all'interno della basilica di Santa Maria Maggiore. È posto nell'antico matroneo romanico superiore alla basilica mariana e conserva alcuni dei preziosi oggetti e paramenti liturgici di proprietà della basilica e della Congregazione della Misericordia Maggiore. Il museo espone anche alcune delle originali statue Trecentesche di Giovanni da Campione che sono state sostituite dai protiri per garantirne l'incolumità dal degrado dovuto dagli elementi atmosferici.

## Storia
La basilica di Santa Maria Maggiore, così chiamata quando venne ampliata la precedente piccola chiesa di Santa Maria nel XII secolo, subì varie modifiche nel tempo, alcune per l'apporto di nuove decorazioni, altre obbligate come nel 1472 quando Bartolomeo Colleoni, per la costruzione del suo mausoleo, distrusse il lato nord delle sacrestie e l'abside nord occidentale, venne quindi chiusa l'abside corrispondente per mantenere la giusta composizione simmetrica della basilica. L'abside venne usata solo per accedere al matroneo superiore e la costruzione di una scala ha danneggiato parte degli affreschi. Il matroneo venne chiuso con i lavori di ampliamento della navate con la realizzazione degli stucchi e di nuovi affreschi nel XVII secolo.
Nei primo decennio del XXI secolo, nel vasto locale del matroneo trovarono collocazione mostre d'arte moderna e la mostra delle tarsie del coro di Lorenzo Lotto. Dall'autunno del 2017 nella grande sala del matroneo fu allestito il museo del tesoro, che espone elementi liturgici antichi di valore, abiti ecclesiastici riccamente ricamati e l'affresco di sant'Alessandro strappato dalla parete interna della basilica, inoltre l'accesso al matrone concede la visione degli affreschi presenti sulla parete curva dell'abside risalenti al XIV secolo.
Si accede al matroneo attraverso l'abside meridionale presente nel transetto sud della basilica.

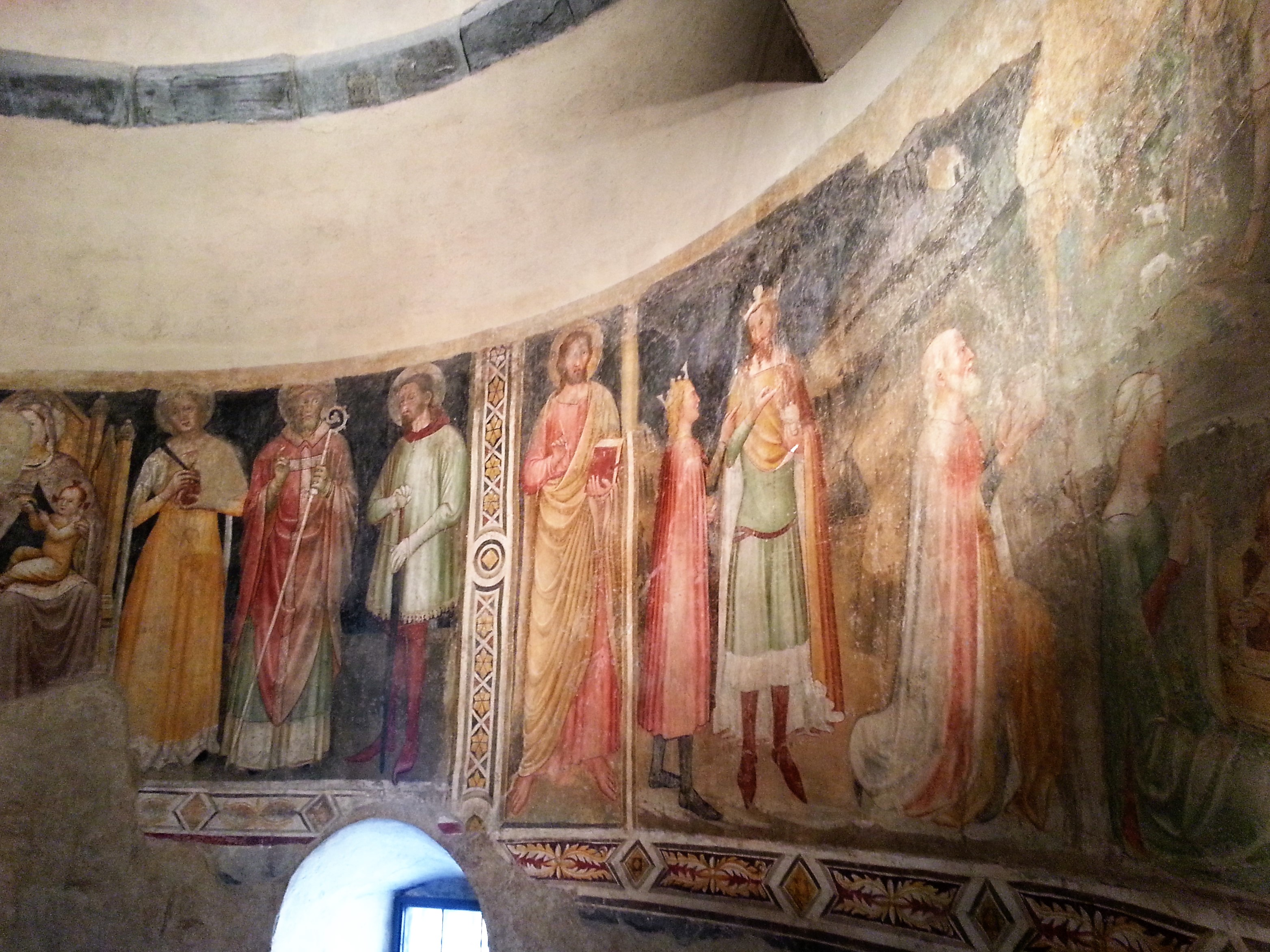
Tesori di Santa Maria Maggiore- Affreschi del Trecento

## Descrizione

### L'abside
L'ingresso, posto sul transetto sud di fianco alla porta dei leoni rossi, conduce in un piccolo ambiente dove è presente una scala circolare che gira intorno salendo su due livelli, il lato absidato presenta grandi affreschi.

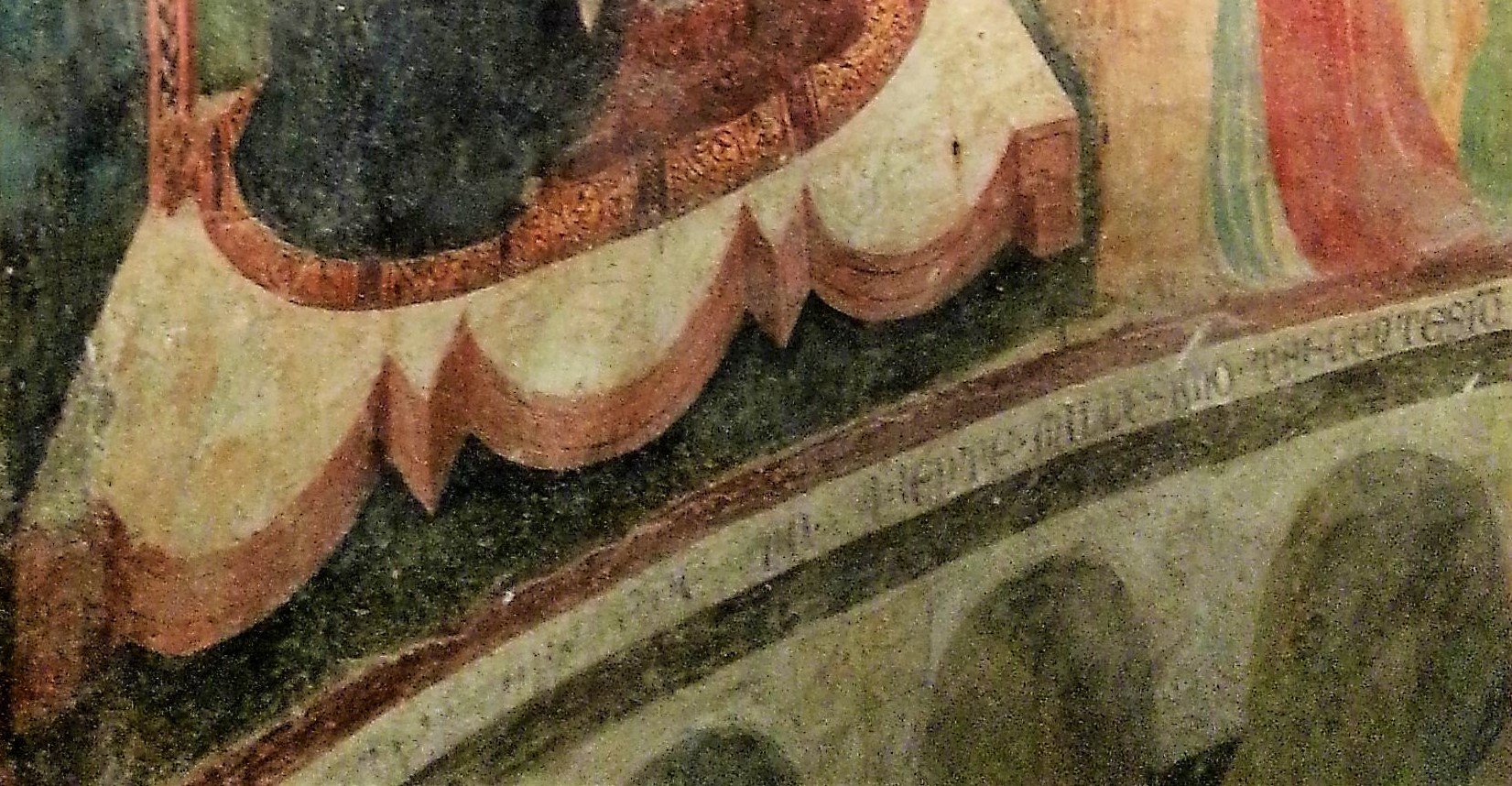
Particolare della scritta dell'affresco eseguito dall'anonimo Maestro del 1336

Gli affreschi si presentano su due fasce orizzontali entrambe raffiguranti il tema della Madonna a cui è intitolata la chiesa. Sull'ordine inferiore due Madonne in trono col Bambino e santi, mentre su quello superiore scene della Natività e una Madonna con Bambino e cardellino. Tra i due affreschi non vi è corrispondenza, sono infatti visibilmente stati eseguiti da due persone differenti, non vi è nessun legame neppure narrativo. Entrambi sono da considerarsi arte bergamasca ma in particolare lombarda avendo subito l'influsso di quell'arte lasciata da Giotto nel suo viaggio milanese, infatti sul margine inferiore dell'affresco del primo livello è visibile la scritta HOC OPUS FECIT FIERI PETRO...ENTE MILLESIMO TRECENTESIMO TRECESIMO SEXT. La datazione corrisponde al primo periodo di affrescatura della chiesa, una diecina di anni precedente il grande affresco dell'Albero della Vita. Gli affreschi del ciclo superiore sarebbe datati dal 1360 al 1370. Viene quindi attribuito al Maestro del 1336 l'affresco inferiore e al Maestro dell'Adorazione dei Magi quello superiore.

### Il matroneo

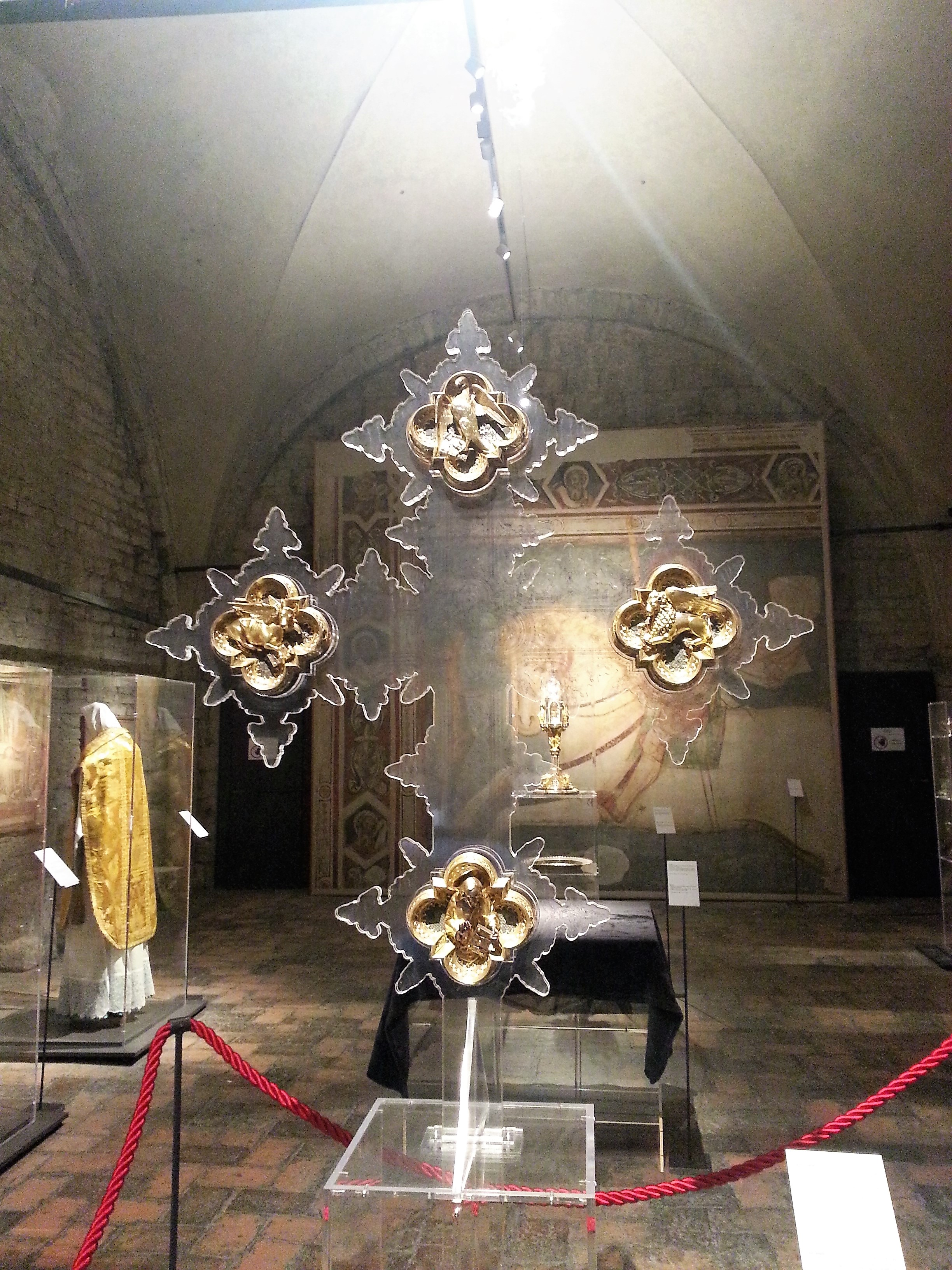
Tesori di Santa Maria Maggiore - Il crocifisso

La scala conduce a uno dei quattro matronei della basilica. La grande sala del matroneo fu restaurata nel 1937, vi sono conservate alcune statue opera dei Maestri campionesi che facevano parte delle decorazioni esterne alla basilica, rimosse e sostituite con copie per evitare che gli eventi climatici le rovinino ulteriormente. Alcune di queste furono realizzate dal tedesco Hans von Fernach per essere poi assemblate dalla famiglia di Giovanni da Campione.  Al centro della sala vi è esposto in una teca la grande Croce di Andrea de' Bianchi datata 1392, l'oggetto di maggior valore conservato nella basilica. Il crocifisso fu rubato il 25 giugno 1973 e nel 1998 furono recuperate le formelle dei quattro evangelisti, quella dell'Agnus Dei e di san Giovanni. Nella medesima teca sono esposti due dei dodici antifonari e graduali miniati realizzati da Iacopo da Balsemo (1440-1489) conservati nella biblioteca Angelo Mai.
Sul lato destro della sala vi è esposto l'arazzo della Visitazione di Maria di manifattura fiorentina risalente alla fine del XVI secolo, e sette formelle in rame a sbalzo cesellate, eseguite da Gian Simone Germani dal 1522 al 1525 su disegno di Lorenzo Lotto, facevano parte di un più grande progetto dell'altare maggiore mai realizzato.
La prima vetrina sempre a destra espone: una Pace in rame rinascimentale lavorata a niello risalente alla seconda metà del XVI secolo raffigurante la Pietà di Cristo attorniato dalla Madre, san Giovanni, un altro santo, con sopra l'immagine di Dio. L'oggetto riporta la scritta Pacem meam do vobis; un calice in argento a base esagonale; un secchiello per l'acqua benedetta.
La seconda espone una serie di dodici calici in argento sbalzato, divisi in tre gruppi di cui il primo è composto da quattro calici risalenti al XVII secolo aventi la scritta MIA e i simboli mariani, quindi realizzati su commissione della congregazione.
La terza vetrina espone oggetti in argento risalenti al XVIII secolo tra cui un ostensorio a raggiera con spighe e grappoli d'uva bianca e nera composti da tante palline, un calice rococò, una teca per l'eucaristia che riproduce l'Arca dell'Alleanza. Vi sono inoltre due ampolline del XIX secolo, altri oggetti sacri e un turibolo con navicella in argento massiccio cesellato e lavorato a sbalzo.
La quarta vetrina mostra un grande reliquiario raffigurante i simboli degli evangelisti, i profeti, e sulla cima la statua della Madonna.
.

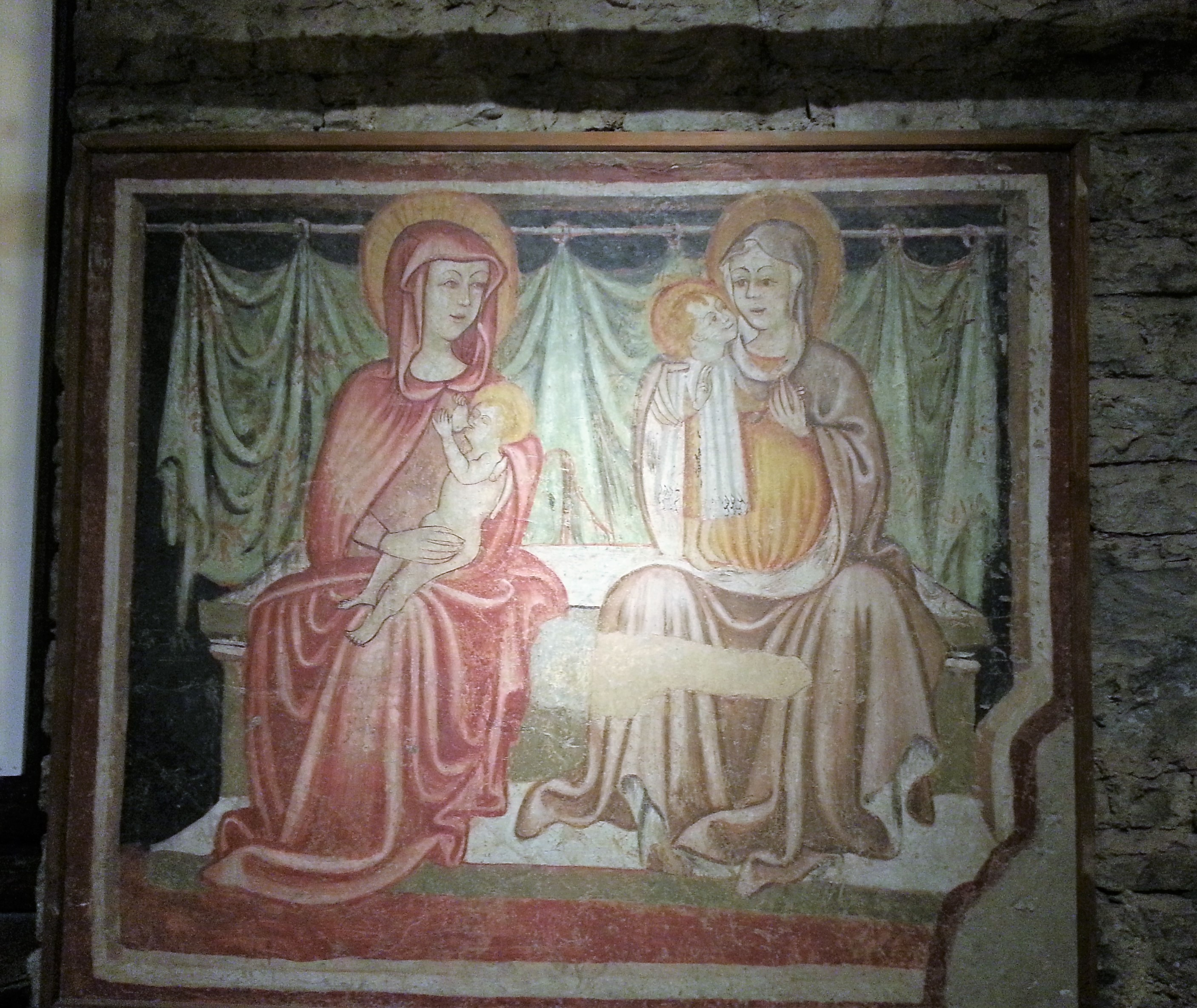
Madonna col Bambino e Maria Elisabetta con l'infante san Giovanni - Tesori di Santa Maria Maggiore

Sul fondo della sala vi è l'affresco raffigurante sant'Alessandro, originariamente proveniente dalla parete a nord del transetto della basilica e strappato nel 1959, attribuito al medesimo maestro del 1336 degli affreschi dell'abside. Accanto vi è il dipinto di Maria con la cugina Elisabetta, Gesù e san Giovanni bambini,e un Cristo nell'avello con i simboli del martirio.
Sul lato a sinistra della sala, vi sono esposti alcuni paramenti liturgici riccamente ricamati e damascati, tre del Seicento, altri del Settecento, quasi tutti di fattura veneta. I paramenti liturgici vengono esposti a rotazione tra i più importanti conservati dalla Congregazione della Misericordia Maggiore.